# Alhazen
Alhazen (arabsky Abú ʿAlí al-Hasan ibn al-Hasan ibn al-Hajtham) (965 Basra – 1040? Káhira) byl arabský vědec, který se zabýval astronomií, optikou a matematikou.
Narodil se v Basře v dnešním Iráku. Studoval zde a v Bagdádu. Káhirský panovník al-Hákim jej pozval do Egypta. Alhazen měl podle pověsti vymyslet, jak by se daly předvídat a následně omezit záplavy způsobené rozvodněným Nilem. Když pochopil, že to není možné, předstíral šílenství a žil deset let v domácím vězení, aby tak ušel jistému trestu smrti. To mu ovšem nezabránilo, aby se věnoval přírodovědným studiím. Podařilo se mu opravit některé Aristotelovy omyly. Napsal více než 200 pojednání o optice, astronomii a matematice.
V díle Velká optika se snažil vysvětlit problémy vnímání okolního světa, popsal zde fyzikální podstatu a vlastnosti světla a také princip, na jehož základě jsme schopni vidět. V roce 1020 se zabýval lomem a odrazem světla a čočkami. Používal přitom desku s dírkou, před kterou vyrovnal svíčky. Jejich obraz se promítal na druhé straně desky a zakrýváním svíček zjistil, že obraz levé svíčky se promítne vpravo, z čehož odvodil, že světlo se šíří přímočaře. Arabové používali v astronomii při určování polohy Slunce nebo slunečních zatmění přístroj nazvaný později camera obscura.
Vyvrátil některé chybné antické představy o vidění a ukázal, že se světlo odráží od povrchu předmětů a vstupuje do našeho oka. Prováděl řadu experimentů s čočkami a temnými komorami. Položil základy optice.
V matematice propojil algebru s geometrií.
Měl velký vliv na vývoj latinské středověké a novověké optiky a epistemologie (Roger Bacon, Witelo) až do Keplerovy doby.[zdroj?]